# WIMP
WIMP (ang. Weakly Interacting Massive Particles – słabo oddziałujące masywne cząstki) – hipotetyczne ciężkie (10 GeV/c² do kilku TeV/c², podczas gdy masa protonu to nieco mniej niż 1 GeV/c²) cząstki oddziałujące z widzialną materią z siłą porównywalną do oddziaływań słabych. (Neutrina słabo oddziałują z materią, ale są bardzo lekkie.)
Cząstki WIMP prawdopodobnie są „zimne”, czyli stosunkowo powolne (nierelatywistyczne, znacznie wolniejsze od światła), co pozwala im łatwo tworzyć skupiska, mogą więc być jednym z głównych składników zimnej ciemnej materii. Skupione, masywne, zatem też silnie grawitujące cząstki WIMP mogły być zalążkami nowo powstających galaktyk, a w powstałych już galaktykach WIMP-y powinny tworzyć halo stacjonarnego gazu.
WIMPy powinny być trwałe, dlatego obecnie najistotniejszymi kandydatami są najlżejsze cząstki supersymetryczne w modelach z dokładnym zachowaniem parzystości R (raczej neutralina, ponieważ typowe sneutrina udałoby się już wykryć). Innymi kandydatami są na przykład najlżejsze cząstki T-nieparzyste w modelach „Little Higgs” zachowujących parzystość T i technibariony.
Cząstki o masie rzędu 100 MeV/c² bywają określane jako lekka ciemna materia. Mogłyby one oddziaływać nieco silniej niż typowe WIMP-y (chociaż wciąż słabo), a ich anihilacja mogłaby stanowić źródło pozytonów.
WIMPonium to hipotetyczny stan związany WIMP-ów. Może istnieć, jeśli masa WIMP-ów jest dostatecznie duża w stosunku do siły ich oddziaływań. Im większa będzie masa w stosunku do siły oddziaływania, tym więcej stanów wzbudzonych będzie możliwe. WIMPonia ulegają rozpadowi na cząstki modelu standardowego w wyniku anihilacji WIMP-ów, chyba że uniemożliwia to ścisłe zachowanie jakiejś liczby kwantowej (innej niż parzystość, gdyż parzystość dwu WIMP-ów o ujemnej parzystości jest dodatnia), np. ładunku {\displaystyle U(1)_{\chi }} (którego wartości są liczbami dodatnimi lub ujemnymi, tak jak dla zwykłego ładunku elektrycznego).